# Bonnac (Cantal)
 Bonnac  es una población y comuna francesa, situada en la región de Auvernia, departamento de Cantal, en el distrito de Saint-Flour y cantón de Massiac.

## Demografía
| 314 | 277 | 234 | 175 | 170 | 158 |
| Para los censos de 1962 a 1999 la población legal corresponde a la población sin duplicidades (Fuente: INSEE [Consultar]) |     |     |     |     |     |